# UFC Fight Night: Holloway vs. The Korean Zombie
UFC Fight Night: Holloway vs. The Korean Zombie (también conocido como UFC Fight Night 225 y UFC on ESPN+ 83) fue un evento de artes marciales mixtas producido por Ultimate Fighting Championship que tuvo lugar el 26 de agosto de 2023 en el Estadio Cubierto de Singapur en Kallang, Singapur.

## Antecedentes
El evento marcará la sexta visita de la promoción a Singapur y la primera desde UFC 275 en junio de 2022.
Un combate de peso pluma entre Max Holloway y el Jung Chan-sung se espera que encabece el evento.
Se espera un combate de peso mosca femenino entre Taila  Santos y Erin Blanchfield para este evento. Anteriormente estaban programadas para encabezar UFC Fight Night: Andrade vs. Blanchfield pero Santos se retiró después de que a sus esquineros se les denegara la visa para entrar en Estados Unidos.

## Premios de bonificación
Los siguientes luchadores recibieron bonificaciones de $50000 dólares.
- Pelea de la Noche: Max Holloway vs. Jung Chan-sung
- Actuación de la Noche: Junior Tafa y Michał Oleksiejczuk